# Barbençon
Barbençon is een dorp in de Belgische provincie Henegouwen en een deelgemeente van de Waalse stad Beaumont. Barbençon was een zelfstandige gemeente totdat ze bij de gemeentelijke herindeling van 1977 toegevoegd werd aan Beaumont. Het dorp ligt in de Condroz. De patroonheilige van Barbençon is Lambertus van Maastricht.

## Demografische ontwikkeling
- Bronnen:NIS, Opm:1831 tot en met 1970=volkstellingen, 1976= inwoneraantal op 31 december

## Galerij

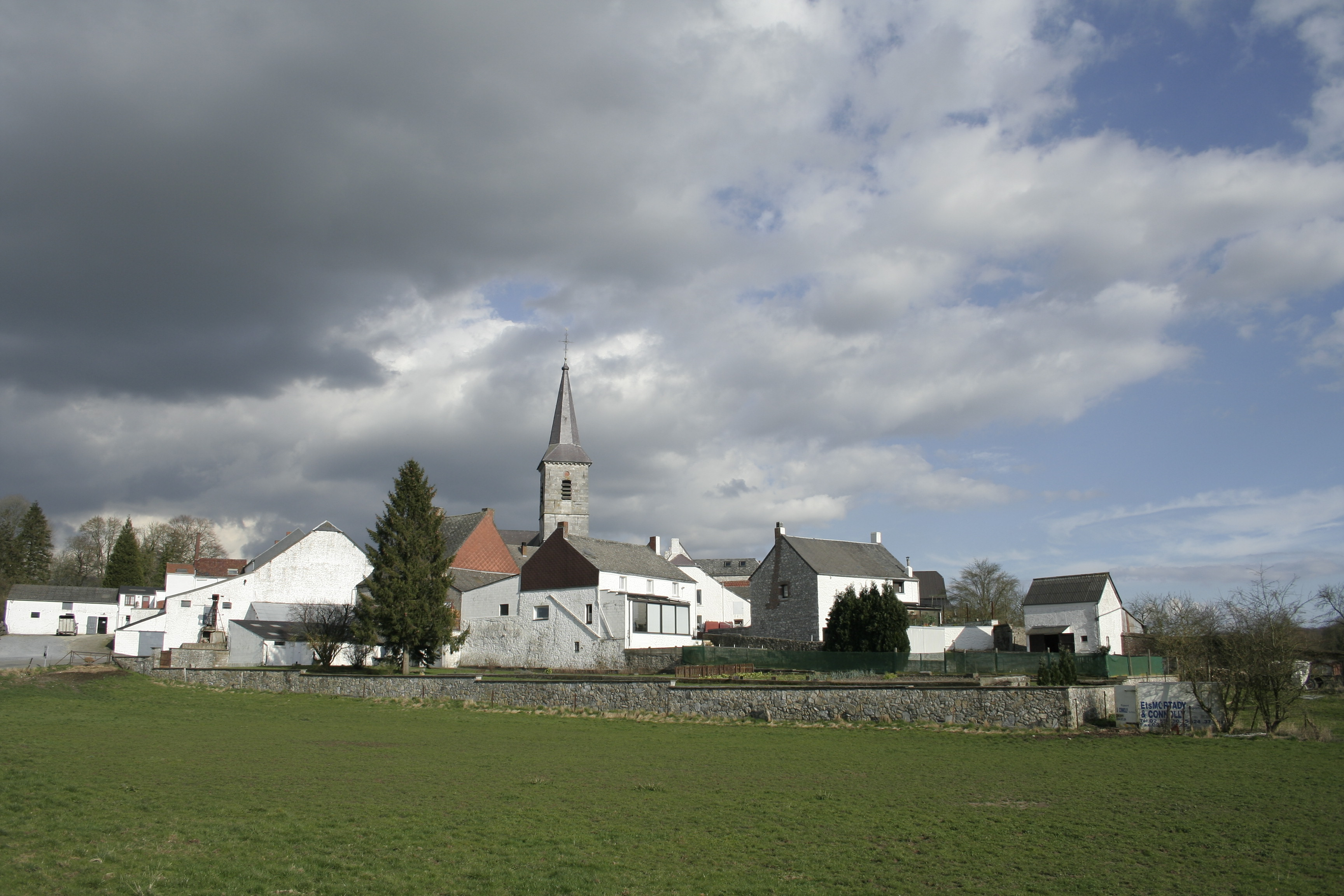
Dorp met kerk Saint-Lambert.
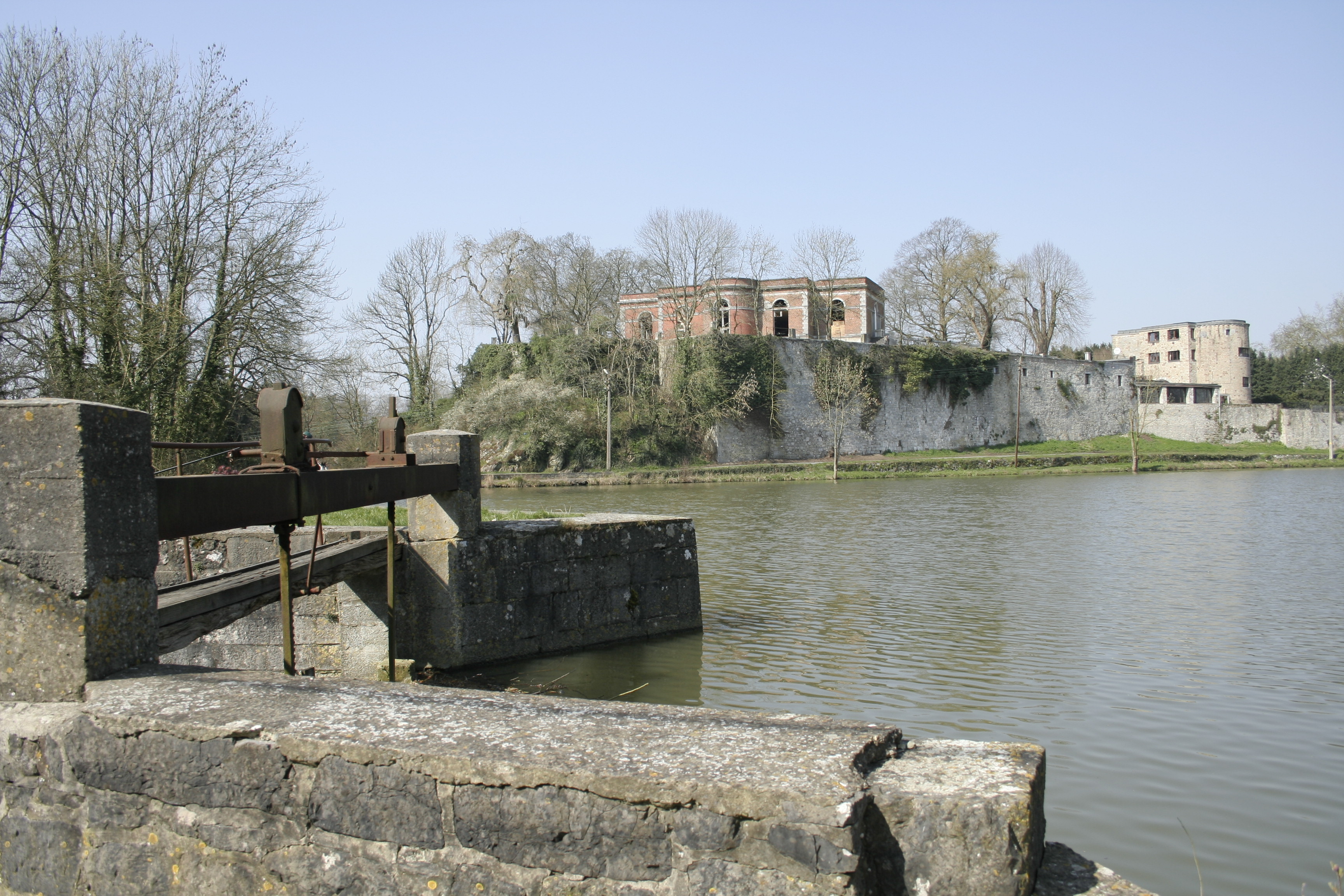
Ruïne van het kasteel.
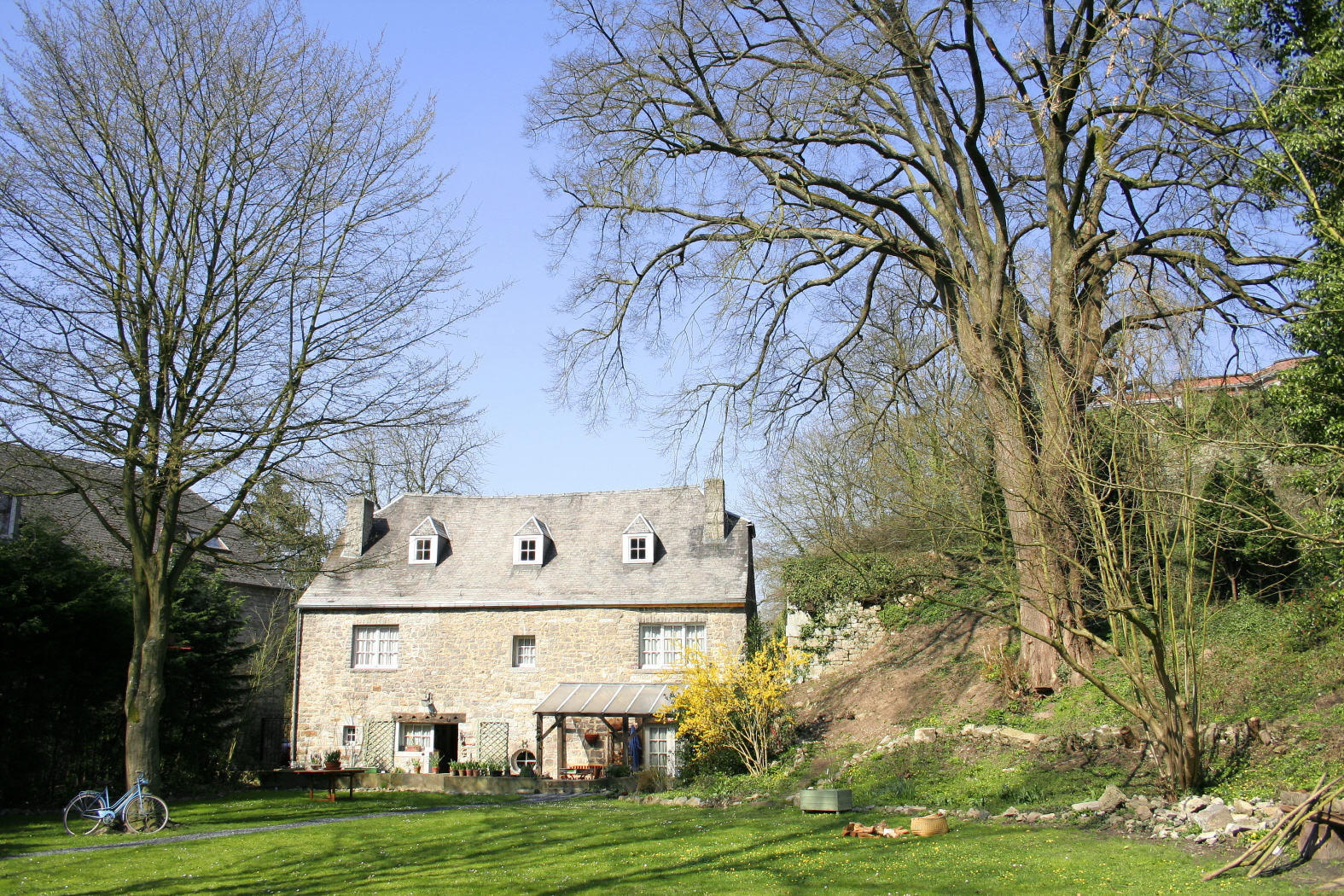
Oude molen.